# Poa andina
Poa andina, comúnmente llamada espiguilla o Poa andina, es una especie de gramínea endémica del sur de los Andes entre Argentina y Chile.

## Descripción
Es una planta perenne de 20-70 cm de altura; rizomatosa. Hojas con lígula membranosa, ciliada, pubescente del lado abaxial; prefoliación plegada. La inflorescencia en panícula laxa, de 15 cm de largo,  ramas lisas, las inferiores reflejas. Espiguillas con 2-6 flores, glumas más cortas que las flores inferiores. Fruto  cariopse con pericarpio adherido, elipsoide, de 2 mm de largo.

## Taxonomía
Poa andina fue descrita por Carl Bernhard von Trinius y publicado en Linnaea 10(3): 306. 1836.
Etimología
Poa: nombre genérico derivado del griego poa = (hierba, sobre todo como forraje).
andina: epíteto geográfico que alude a su localización en la Cordillera de los Andes.
Sinonimia
- Nicoraepoa andina (Trin.) Soreng & L.J.Gillespie[3]
- Poa acrochaeta Hack.
- Poa aristata Phil.
- Poa straminea Steud.[4]